# Беенчиме-Салатинский кратер
Беенчиме-Салатинский кратер — импактный кратер в Якутии, в Булунском улусе на берегу реки Оленёк.
Кратер имеет примерно 8 км в диаметре. Его возраст, по разным оценкам, составляет 40 ± 20 миллионов лет (эоцен). Кратер находится на поверхности земли.